# Chep Nuñez
Jose Chep Nuñez (Dominikai Köztársaság, 1964 – New York, Manhattan, 1990. december 8.) zenei producer, mixer, a 2 Puerto Ricans, a Blackman, and a Dominican nevű house csapat tagja.

## Karrierje
Nuñez 1985-től már készített remixeket különböző előadóknak, így haláláig számos remix, és feldolgozás köthető a nevéhez. 1987-ben több társával együtt, David Morales, Robert Clivillés, és David Cole producerrel megalapították a 2 Puerto Ricans, a Blackman, and a Dominican nevű rövid életű house csapatot. A csapat 1987-ben debütált Do It Properly (The Original) című dalukkal, melyet a Grooveline Records jelentetett meg. A dalt a New York-i Better Days klubban játszó Adonis nevű DJ ihlette, aki több zenéket, és mintákat kevert egyszerre össze szettjében. A dal 1987. június 13-án az Egyesült Királyság kislemezlistáján a 47. helyig jutott, és 4 héten keresztül volt slágerlistás helyezett.

## Halála
1990. december 8-án tűz ütött ki egy Manhattani lakóházban, ahol a zenész halálát lelte.

## Diszkográfia

### 2 Puerto Ricans, a Blackman, and a Dominican
| Év                  | Dal                            | Slágerlistás helyezés     | Billboard Hot 100 - Club/Play | Brit kislemezlista |
| ------------------- | ------------------------------ | ------------------------- | ----------------------------- | ------------------ |
| 1987. augusztus 29. | "Do It Properly (The Original) | 8 hétig (US) 4 hétig (UK) | 33                            | 47                 |
| 1989. augusztus 5.  | "Scandalous"                   | 6 hétig (US)              | 23                            | -                  |